# Introduce Yourself
Introduce Yourself ist das zweite Studioalbum von Faith No More. Es erschien im April 1987. Da das Debütalbum We Care a Lot nur eingeschränkt erhältlich war, wurde Introduce Yourself zum Teil als eigentliches Debüt von Faith No More gesehen. Es ist auch das erste Album, das auf einem Major-Label erschien.

## Entstehung und Stil
Auf Introduce Yourself ist Original-Sänger Chuck Mosley zu hören, der auch die Texte schrieb. Sein Gesang wurde als rauer beschrieben als jener Mike Pattons. Nach der Veröffentlichung dieses Albums wurde Mosley 1988 entlassen. Introduce Yourself enthielt auch eine etwas erneuerte Version des Titelstücks des Vorgängeralbums, We Care a Lot. Das zugehörige Musikvideo wurde auch auf MTV gezeigt. Das Album erschien zunächst nur auf Vinyl und Musikkassette. 1996 wurde es erstmals wiederveröffentlicht.

## Rezeption
Greg Prato von Allmusic sah in Introduce Yourself einen Schritt in die richtige Richtung in Bezug auf den Sound der späteren Alben. Insbesondere beschrieb er The Crab Song als hervorstechend, besonders wegen Jim Martins Gitarre, und als unterschätzt. Auch die Melodiosität und die Bassfigur bei Anne’s Song hätten jenen zu einem „Hit“ machen können. Er vergab vier von fünf Sternen.

## Titelliste
1. Faster Disco – 4:17
2. Anne’s Song – 4:47
3. Introduce Yourself – 1:30
4. Chinese Arithmetic – 4:36
5. Death March – 2:59
6. We Care A Lot – 4:01
7. R N’ R – 3:11
8. The Crab Song – 5:52
9. Blood – 3:39
10. Spirit – 2:50